# Knežica (Dubrovnik)
Knežica falu Horvátországban, Dubrovnik-Neretva megyében. Közigazgatásilag Dubrovnik községhez tartozik.

## Fekvése
A Dubrovnik városától légvonalban 4, közúton 9 km-re északkeletre a Dubrovniki tengermelléken, a Golubov kamen nevű sziklás hegyvonulat alatt, a Komolacból Gornji Brgat felé haladó út mentén Komolac és Šumet között, a hercegovinai határ mellett fekszik.

## Története
Az itt élt első ismert nép az illírek voltak, akik az i. e. 2. évezredtől fogva éltek itt magaslatokon épített erődített településeken és kövekből rakott halomsírokba temetkeztek. Az illírek i. e. 35-ig uralták a térséget, amikor Octavianus hadai végső győzelmet arattak felettük. A Nyugatrómai Birodalom bukása után 493-tól a keleti gótok uralták a területet. 535-ben Dalmáciával együtt a Bizánci Császárság uralma alá került. A horvátok ősei a 7. században érkeztek Dalmáciába és csakhamar megalapították első településeiket. Ezek elsőként a termékeny mező melletti, ivóvízzel rendelkező helyeken alakultak ki. Rijeka dubrovačka déli partvidéke Knežica és Šumet településekkel együtt már a 10. század közepén a Raguzai Köztársasághoz tartozott. Középkori templomát Szent Kozma és Damján vértanúk tiszteletére szentelték.
A Raguzai Köztársaság bukása után 1806-ban Dalmáciával együtt ez a térség is a köztársaságot legyőző franciák uralma alá került, de Napóleon bukása után 1815-ben a berlini kongresszus Dalmáciával együtt a Habsburgoknak ítélte. 1857-ben 119, 1910-ben 76 lakosa volt. 1918-ban az új szerb-horvát-szlovén állam, majd később Jugoszlávia része lett. A délszláv háború során 1991. október 1-jén kezdődött a jugoszláv hadsereg (JNA) támadása a Dubrovniki tengermellék ellen, majd súlyos harcok után még októberben megszállta a települést. A házakat kirabolták, majd felgyújtották. A lakosság elmenekült, így a település 1992. májusáig lényegében lakatlan maradt. A horvát hadsereg a slanoi felszabadító hadművelet során 1992. május 26-án verte ki a JNA egységeit és a szerb szabadcsapatokat a településről és  környékéről. A háború után rögtön elkezdődött az újjáépítés. A településnek 2011-ben 133 lakosa volt, akik főként mezőgazdasággal foglalkoztak, illetve a közeli Dubrovnikban dolgoztak.

## Népesség
| Lakosság változása | Lakosság változása | Lakosság változása | Lakosság változása | Lakosság változása | Lakosság változása | Lakosság változása | Lakosság változása | Lakosság változása | Lakosság változása | Lakosság változása | Lakosság változása | Lakosság változása | Lakosság változása | Lakosság változása | Lakosság változása |
| ------------------ | ------------------ | ------------------ | ------------------ | ------------------ | ------------------ | ------------------ | ------------------ | ------------------ | ------------------ | ------------------ | ------------------ | ------------------ | ------------------ | ------------------ | ------------------ |
| 1857               | 1869               | 1880               | 1890               | 1900               | 1910               | 1921               | 1931               | 1948               | 1953               | 1961               | 1971               | 1981               | 1991               | 2001               | 2011               |
| 119                | 128                | 78                 | 46                 | 74                 | 76                 | 142                | 146                | 70                 | 59                 | 55                 | 37                 | 131                | 111                | 149                | 133                |

## Nevezetességei
Szent Kozma és Damján tiszteletére szentelt temploma 1365-ben épült.
A Tor egy különálló lakó- és gazdasági épületkomplexum, amely a völgy közepén, egy Komolacból Brgat felé húzódó enyhe dombon épült. Több épületből álló épületcsoportból áll, amelyek egy közös udvar köré szerveződtek, amely az egész komplexum középpontját képezi, és amely felé az összes épület homlokzata néz. Az épületek kialakításában lakás cél és a gazdaságosság mellett a védekező jelleg is hangsúlyos. A Tor építése a 15. és a 18. század közötti időszakra nyúlik vissza.

## Gazdaság
Lakói főként mezőgazdasággal foglalkoztak, illetve a közeli Dubrovnikban dolgoztak. A településen több kereskedelmi vállalatnak vannak raktárépületei és kisiparosok műhelyei találhatók.